# Mohamed Saïd Amokrane
Mohamed Saïd Amokrane (ar. محمد سعيد أمقران; ur. 25 stycznia 1957 w Algierze) – algierski piłkarz grający na pozycji napastnika. W swojej karierze rozegrał 4 mecze w reprezentacji Algierii.

## Kariera klubowa
Swoja karierę piłkarską Amokrane rozpoczął w klubie MA Hussein Dey. Zadebiutował w nim w 1976 roku i grał w nim do 1979 roku. W sezonie 1978/1979 zdobył z nim Puchar Algierii. Latem 1979 przeszedł do DNC Algier. Z kolei w 1981 roku został zawodnikiem USM Aïn Beïda, w którym grał do końca swojej kariery, czyli do 1990 roku.

## Kariera reprezentacyjna
W reprezentacji Algierii Amokrane zadebiutował w 1982 roku. W tym samym roku powołano go do kadry na Puchar Narodów Afryki 1982. Zagrał na nim w trzech meczach grupowych: z Zambii (1:0), z Nigerią (2:1) i z Etiopią (0:0). Z Algierią zajął 4. miejsce w tym turnieju. W kadrze narodowej w 1982 wystąpił 4 razy.